# 遠隔捜査 -真実への23日間-
『遠隔捜査 -真実への23日間-』（えんかくそうさ -しんじつへのにじゅうさんにちかん-）は、2009年2月5日発売のPlayStation Portable用のアドベンチャーゲームである。

## ストーリー
バー「ライトブルー」のVIPルーム内で、白川一郎という人物が殺害された。容疑者として逮捕されたのは、事件当日カウンターで酔い潰れていた斉藤光司。冤罪を主張する斉藤は、担当弁護士の新城法子と協力して、留置場にいながら無実を証明するための手がかりを集めることを決意。起訴までのタイムリミットは、勾留期限の23日間……。

## 登場人物
斉藤光志（さいとう こうじ）
声 - 小野大輔
主人公。25歳。水谷探偵事務所の探偵。直観力と推理力に優れる。無実の罪で拘留されてしまう。事件の捜査が進むに連れて被害者によってジャーナリストだった父親が殺され、母親をも殺害された可能性も在るという事実が発覚していく。
元々弁護士志望であり、5年前に母親が死んだ事による精神的苦痛から恋人である法子を始めとした全てを投げ出した過去を持っている。
新城法子（しんじょう のりこ）
声 - 武田華
斉藤の元恋人。25歳。沼崎法律事務所に所属する新人弁護士。斉藤と5年振りに再会する。彼の無罪を信じ、事件の担当弁護士として無実を証明するためのサポートをする。斉藤一筋な為か他の男性からの好意に対して鈍感である。
三浦正信（みうら まさのぶ）
声 - 花輪英司
斉藤の取調べを担当する刑事。31歳。生真面目で冷静な性格。取調べを通して斉藤を自白へと追い込もうとする。事件の捜査が進むに連れて上司の不正を斉藤と一緒に追及したりと、立場を超えた信頼関係を築くようになる。
水谷朝露（みずたに あさつゆ）
声 - 冬馬由美
水谷探偵事務所所長。35歳。斉藤の上司にあたる。サバサバした性格だが頭の回転は速い。事件当日斉藤と一緒に飲んでいた。
元弁護士であり、白川グループの顧問弁護士でもあった。「水谷朝露」は探偵としての名前で本名は「吉本澄香」である。被害者の弟との間に娘「ユミ」が存在するシングルマザーでもある。法律家一族の出身であり、三浦の部下である妹がいる。
白川のぞみ（しらかわ のぞみ）
声 - 伊藤静
被害者・白川一郎の一人娘。18歳。斉藤に接見したことをきっかけに、事件の情報を集める協力者の一人となる。
七芝伊月（ななしば いつき）
声 - 浪川大輔
小説家。斉藤と同じ房に入っている。年齢不明。表向きはわいせつ物頒布罪で逮捕されたことになっているが、小説内で警察に対する批判を行ったことから逮捕された。
己の知的好奇心を満たす為、真犯人を精神的に追い詰めて被害者を殺す様に仕向けた本作の黒幕「播磨直正」である。